# متعهد (فیلم)
متعهد (به انگلیسی: Committed) فیلمی کمدی محصول سال ۲۰۰۰ و به کارگردانی لیزا کروگر است. در این فیلم بازیگرانی همچون هدر گراهام، کیسی افلک، لوک ویلسون، گوران ویسنجیک، پاتریشیا ولاسکوئز، آلفونسو آرائو، مارک روفالو، کلیا دووال، سامر فینیکس، کیم دیکنز، آرت آلکساکیس و جان استوارت ایفای نقش کرده‌اند.